# Distretto di Tien Du
Il distretto di Tien Du (vietnamita: Tiên Du) è un distretto (huyện) del Vietnam che nel 2019 contava 176.460 abitanti.
Occupa una superficie di 108 km² nella provincia di Bac Ninh. Ha come capitale Lim.